# Шастов Починок
Шастов Починок — нежилая деревня в Устьянском районе Архангельской области. Входит в состав муниципального образования «Октябрьское».

## География
Деревня расположена в южной части Архангельской области, в таёжной зоне, в пределах северной части Русской равнины, в 116 километрах (по автомобильной дороге) на северо-запад от посёлка Октябрьский, на правом берегу реки Солица, притока Устьи. Ближайшие населённые пункты: на севере посёлок Красный Бор.
Часовой пояс
Шастов Починок, как и вся Архангельская область, находится в часовой зоне МСК (московское время). Смещение применяемого времени относительно UTC составляет +3:00.

## Население
| 2002 | 2010 | 2012 |
| ---- | ---- | ---- |
| 0    | →0   | →0   |

## История
Указана в «Списке населённых мест по сведениям 1859 года» в составе 2-го стана Вельского уезда Вологодской губернии под номером «2416» как «Шастовъ починокъ». Насчитывала 15 дворов, 53 жителей мужского пола и 65 женского.
В материалах оценочно-статистического исследования земель Вельского уезда упомянуто, что в 1900 году в административном отношении деревня входила в состав Чадромского сельского общества Леонтьевской волости. На момент переписи в селении Шастовъ поч. (Ближний Суземъ) находилось 30 хозяйств, в которых проживало 97 жителей мужского пола и 101 женского.